# Geoff Dyer
Geoff Dyer (Cheltenham, 5 de junio de 1958) es un escritor británico.

## Biografía
Nacido en un ambiente humilde, obtuvo una beca para estudiar inglés en el Corpus Christi College de la Universidad de Oxford. Una vez terminados sus estudios, marchó a Estados Unidos.
Casado con Rebecca Wilson, comisaria de arte, trabajó como conservador jefe de la galería virtual Saatchi Art en Los Ángeles. Publicó en 1987 un ensayo sobre el escritor John Berger (Ways of Telling: Work of John Berger) y dos años más tarde su primera novela, titulada El color del recuerdo (The Colour of Memory, 1989) que tuvo gran éxito, como también ocurrió con su novela Ver Venecia, morir en Varanasi (Jeff in Venice, Death in Varanasi), aparecida en 2000.
En 1992 recibió el premio Somerset Maugham por su trabajo Jazz impro (But Beautiful: A Book About Jazz) y el Premio del Círculo de Críticos Nacional del Libro en 2011 por la selección de críticas Otherwise Known as the Human Condition.
En marzo de 2014, hizo público que fue víctima de un accidente cerebrovascular menor, poco después de haberse trasladado a Venice, un barrio de Los Ángeles, en California.
Es miembro de la Royal Society of Literature desde 2005.

## Obras

### Novelas
- The Colour of Memory (1989)
- The Search
- Paris Trance (1998)
- Jeff in Venice, Death in Varanasi (2009)

### Ensayo
- Ways of Telling: Work of John Berger (1987)
- But Beautiful: A Book About Jazz (1991)
- The Missing of the Somme (1994)
- Out of Sheer Rage: Wrestling with D.H. Lawrence (1997)
- Anglo-English Attitudes: Essays, Reviews, Misadventures, 1984-98 (1999)
- Yoga for People Who Can't Be Bothered to Do It (2003)
- The Ongoing Moment (2005)
- Working the Room: Essays and Reviews: 1999-2009 (2010)
- Otherwise Known as the Human Condition: Selected Essays and Reviews (2011)
- Zona: A Book About a Film About a Journey to a Room (2012)
- Another Great Day at Sea: Life Aboard the USS George H.W. Bush (2014)